# پاندلی جاهو
پاندلی جاهو (آلبانیایی: Pandeli Xhaho؛ زادهٔ ۱۲ ژوئیهٔ ۱۹۵۵) بازیکن فوتبال اهل آلبانی بود.
وی همچنین در تیم ملی فوتبال آلبانی بازی کرده‌است.